# Nikołaj Istomin
Nikołaj Aleksandrowicz Istomin (ros. Николай Александрович Истомин, ur. 1898 we wsi Ugodiczi k. Rostowa w guberni jarosławskiej, zm. 17 marca 1963 w Moskwie) – funkcjonariusz radzieckich służb specjalnych, wojskowy, generał porucznik.

## Życiorys
W 1911 skończył szkołę podstawową w rodzinnej wsi, był posłańcem spółki akcyjnej w Petersburgu, od stycznia do maja 1917 w armii rosyjskiej, od stycznia 1918 w Armii Czerwonej. Od kwietnia 1919 członek RKP(b), od września 1919 do lutego 1920 pomocnik adiutanta i adiutant 163 pułku piechoty, od lutego do lipca 1920 pomocnik szefa sztabu 57 Brygady Piechoty, od lipca do grudnia 1920 adiutant 170 pułku tej brygady, później pomocnik szefa wywiadu pułku, komisarz batalionu, od października 1921 do września 1922 kierownik kursów 24 Dywizji Piechoty Armii Czerwonej. Od września 1922 w wojskach pogranicznych OGPU. W latach 1925–1927 pomocnik szefa 10 Oddziału Pogranicznego OGPU w Olewsku, a w 1928 24 Pogranicznego Oddziału OGPU w Mohylowie Podolskim. Od czerwca 1933 do października 1936 szef wydziału politycznego 2 Pogranicznej Szkoły OGPU/NKWD im. Dzierżyńskiego w stopniu komisarza brygadowego, od 11 października 1936 do listopada 1938 szef wydziału politycznego UWO Zarządu NKWD obwodu moskiewskiego, od listopada 1938 do lutego 1939 szef wydziału politycznego Wojsk Pogranicznych i Wewnętrznych NKWD Kraju Dalekowschodniego, od 22 lutego do 26 marca 1939 szef wydziału politycznego wojsk pogranicznych Kraju Nadmorskiego. Od 26 marca do 7 września 1939 zastępca szefa Wydziału Politycznego Głównego Zarządu Wojsk Pogranicznych NKWD ZSRR, od 7 września 1939 do 26 lutego 1941 szef Głównego Zarządu Ochrony Pożarniczej NKWD ZSRR, od 12 kwietnia do czerwca 1941 zastępca szefa Zarządu Budowy Lotnisk NKWD Litewskiej SRR ds. zaopatrzenia, od 8 lipca 1941 do kwietnia 1942 zastępca dowódcy 246 Dywizji Wojsk NKWD ds. politycznych, komisarz tej dywizji i komisarz grupy w 39 Armii, od kwietnia 1942 do sierpnia 1945 członek Rady Wojskowej 48 Armii, 6 grudnia 1942 awansowany na generała majora, a 11 lipca 1945 na generała porucznika. Od sierpnia 1945 do lipca 1946 członek Rady Wojskowej Kazańskiego Okręgu Wojskowego, później był oficerem politycznym m.in. w Zachodniosyberyjskim Okręgu Wojskowym.

## Odznaczenia
- Order Lenina (dwukrotnie)
- Order Czerwonego Sztandaru (czterokrotnie)
- Order Suworowa II klasy
- Order Kutuzowa II klasy
- Order „Znak Honoru”

I 5 medali.